# Marc-Antoine Fournel
Pour les articles homonymes, voir Fournel.
Marc-Antoine Fournel, né le 10 juillet 1758 à Tournon-d'Agenais, mort le 18 octobre 1813 à Bordeaux, est un homme politique de la Révolution française.

## Biographie
En septembre 1792, Marc-Antoine Fournel est élu député du Lot-et-Garonne, le huitième sur neuf, à la Convention nationale. Il siège sur les bancs de la Montagne. Lors du procès de Louis XVI, il vote la mort, rejetant l'appel au peuple mais votant en faveur du sursis à l'exécution. Il vote en faveur de la mise en accusation de Marat et en faveur du rétablissement de la Commission des Douze.